# Teorema de Stevin
O Teorema de Stevin, ou Lei de Stevin é um princípio físico, estabelecido pelo matemático, engenheiro, e físico Simon Stevin, que estabelece que a pressão absoluta num ponto de um líquido homogêneo e incompressível, de densidade {\displaystyle \rho } e à profundidade h, é igual à pressão atmosférica (exercida sobre a superfície desse líquido) mais a pressão efetiva, e não depende da forma do recipiente: 
{\displaystyle P_{abs}=P_{atm}+P_{ef}\,\!}
ou seja,
{\displaystyle P_{abs}=P_{atm}+\rho gh\,\!}
onde, no SI:

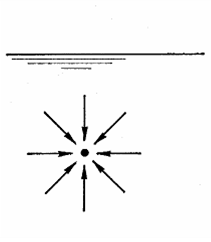
A pressão hidrostática em um ponto

{\displaystyle P_{abs}} corresponde à pressão hidrostática,
{\displaystyle \rho } é a densidade do líquido,
{\displaystyle g} é a aceleração da gravidade,
{\displaystyle h} é a medida da coluna de líquido acima do ponto — ou seja, a profundidade na qual o líquido se encontra (em metros) —, e
{\displaystyle P_{atm}} corresponde à pressão atmosférica (em pascals).
A lei de Stevin está relacionada às verificações que podemos fazer sobre a pressão atmosférica e a pressão nos líquidos. Como se sabe, dos estudos no campo da hidrostática, quando se considera um líquido qualquer que está em equilíbrio, as grandezas a considerar são:
- massa específica (densidade),
- aceleração da gravidade (g), e
- altura da coluna de líquido (h).

## História
Simon Stevin foi um físico e matemático de Flandres que concentrou suas pesquisas nos campos da estática e da hidrostática, no final do século XVI, e desenvolveu estudos também no campo da geometria vetorial. Entre outras coisas, ele demonstrou, experimentalmente, que a pressão exercida por um fluido depende exclusivamente da sua altura.

## Demonstração
É possível escrever a pressão para dois pontos distintos da seguinte forma:
- {\displaystyle P_{A}=\rho gh_{A}}, para um ponto na superfície do líquido
- {\displaystyle P_{B}=\rho gh_{B}}, para um ponto a certa profundidade no líquido

Nesse caso, a pressão do ponto B é superior à pressão no ponto A. Isso ocorre porque o ponto B está numa profundidade maior e, portanto, deve suportar uma coluna maior de líquido.
Podemos utilizar um artifício matemático para obter uma expressão que relacione a pressão de B em função da pressão do ponto A (diferença entre as pressões), observando:
{\displaystyle P_{B}-P_{A}=\rho gh_{B}-\rho gh_{A}}
{\displaystyle P_{B}-P_{A}=\rho g(h_{B}-h_{A})}
{\displaystyle P_{B}-P_{A}=\rho gh}
{\displaystyle P_{B}=P_{A}+\rho gh}
Utilizando essa constatação, para um líquido em equilíbrio cuja superfície está sob ação da pressão atmosférica, a pressão absoluta (P) exercida em um ponto submerso qualquer do líquido seria:
{\displaystyle P_{abs}=P_{atm}+P_{ef}\,\!}
ou seja,
{\displaystyle P_{abs}=P_{atm}+\rho gh\,\!}

## Vasos comunicantes
Uma das aplicações do Teorema de Stevin são os vasos comunicantes. Num líquido que está em recipientes interligados, cada um deles com formas e capacidades diversas, observaremos que a altura do líquido será igual em todos eles depois de estabelecido o equilíbrio. Isso ocorre porque a pressão exercida pelo líquido depende apenas da altura da coluna.
As demais grandezas são constantes para uma situação desse tipo (pressão atmosférica, densidade e aceleração da gravidade). As caixas e reservatórios de água, por exemplo, aproveitam-se desse princípio para receberem ou distribuírem água sem precisar de bombas para auxiliar esse deslocamento do líquido.